# Dürr-i Meknûn
De Dürr-i meknûn is een 15de-eeuwse kosmografie in het Osmaans-Turks.
De titel betekent De Verborgen Parel(s). Het boek wordt algemeen toegeschreven aan de derwisj Ahmed Bican Yazıcıoğlu (?- ca.1466). De Dürr-i meknûn is een compilatie van veelsoortig materiaal, ondergebracht in de spanne tijds die loopt van voor de Schepping tot na de Dag des Oordeels.

## Belang
De eerste helft van de vijftiende eeuw is cruciaal in de ontwikkeling van het Turks. Mede daarom is de Dürr-i meknûn, met zijn omvang en scala aan zeer uiteenlopende onderwerpen, van grote waarde voor de studie van de vroege Osmaanse taal en cultuur. Bican schreef namelijk in alledaags Turks, naar zijn adagium om in toegankelijke volksstaal allerlei soorten van kennis beschikbaar te maken. Het boek is veel gekopieerd; er zijn nog honderden handschriften van bekend, een aanwijzing dat het werk grote populariteit genoten heeft.

## Auteurschap en datering
De Dürr-i meknûn wordt traditioneel aan Bican toegeschreven. Dit wordt bevestigd door taalkundige analyse en vergelijking met andere werken van deze auteur. De autograaf van de Dürr-i meknûn is niet bekend en wellicht ooit verloren gegaan. Het jaar van publicatie staat niet vast. De Franse onderzoeker Yerasimos dateert het boek vlak na de Val van Constantinopel (1453), omdat Bican door deze gebeurtenis het Einde der Tijden verwacht zou hebben, een belangrijk onderwerp in het boek. De Nederlandse turkoloog Laban Kaptein bestrijdt deze visie.

## Korte inhoud
Bican heeft het boek opgedeeld in 18 hoofdstukken, naar analogie van de 18.000 door God geschapen werelden.
1. Over de hemelen, de Troon, de Troon(-Hemel), de tafel en de Pen, de hemel en de hel, de maan, de zon en de sterren en de “cherubijnen”.
2. Over de verschillende aarden, de daarop aanwezige wonderen en schepselen en de Hel.
3. Over dit aardoppervlak en haar schepselen.
4. Over de wetenschap van de geometrie (hendese) en de klimaatzones en over de dagen en uren.
5. Over wonderlijke bergen.
6. Over de zeeën en eilanden en vele verschillende schepselen aldaar.
7. Over steden, moskeeën, kloosters en klimaatzones. (Hier onder meer de door Bican vormgegeven stichtingslegende van Istanbul, die nadien onderdeel van de Turkse overlevering geworden is.)
8. Over wonderlijke moskeeën en kloosters.
9. Over de troon van Suleyman (Salomo) en diens sultanaat.
10. Over de troon van Bilqis (Koningin van Sheba) en haar bezoek aan Suleyman.
11. Over de vastgestelde levensduur. (Dit hoofdstuk behandelt daarnaast elementen uit de wetenschap der gelaatkunde, fysiognomie, firâsa.)
12. Over plaatsen die door (goddelijke) toorn ten onder gingen.
13. Over de eigenschappen van planten, vruchten en stenen volgens de ‘Heeren Doctoren’.
14. Over afbeeldingen en standbeelden, en met verhalen over allerlei steden. (Met onder meer materiaal over koortsbomen, voddenkapelletjes, en hertenverering onder de moslims in met name Thracië.)
15. Over de vogels, onder meer over de Simurg.
16. Over de geheimen van de djafr (vgl. kabbala), en over dat wat zich afspeelt in deze, en in de Andere Wereld, en over de geheimtekens van de djafr.
17. Over de Tekenen van de Dag des Oordeels.
18. Over de eindtijd. Enkele sermoenen.

## In populaire cultuur
- Nedim Gürsel, Boğazkesen (roman)